# Hilary Swank
Hilary Swank (Lincoln, Nebraska, 30 de juliol de 1974) és una actriu estatunidenca coneguda principalment pel seu paper a Million Dollar Baby, que ha guanyat dos premis Oscar i dos Globus d'Or.

## Biografia
Swank ve d'una família modesta, el seu pare, Stephen Swank, era oficial en la Guàrdia nacional aèria abans de fer-se representant de comerç; la seva mare era Judy Clough. Swank té un germà, Dan. De petita va créixer en una caravana en el Llac Samish a Bellingham (Washington).
Quan tenia 9 anys, Swank va fer la seva primera aparició sobre una escena per interpretar El llibre de la selva, i es va implicar llavors en els programes de teatre de la seva escola i del seu barri. Va anar a l'institut Sehome, a Bellingham.
Fins als 16 anys. Swank va participar en els «Olímpics Júniors» així com en el campionat de natació de l'Estat de Washington. Es va classificar cinquena de l'Estat en gimnàstica, cosa que li va ser útil quan va interpretar Miss Karate Kid (The Next Karate Kid, 1994) alguns anys més tard.
Els pares de Hilary es van separar quan tenia 13 anys. La seva mare, donant suport al desig de la seva filla a fer-se artista, va traslladar-se amb ella a Los Angeles, Califòrnia, on van viure al cotxe durant dos mesos fins que la mare d'Hilary va ajuntar prou diners per pagar el primer lloguer d'un pis. Swank descriu la seva mare com la inspiració per a la seva carrera d'actriu i per a la seva vida durant aquest període. A Califòrnia, Swank es va inscriure en el liceu de South Pasadena i començà la seva carrera professional. Va ajudar també a pagar el lloguer amb els diners per aparicions en programes de televisió com Evening Shade i Growing Pains.
The Next Karate Kid és una pel·lícula de 1994 que protagonitzen Hilary Swank i Pat Morita. És la quarta i última pel·lícula de la sèrie de The Karate Kid.
El setembre de 1997, Swank va protagonitzar la mare soltera Carly Reynolds a la sèrie de TV Beverly Hills, 90210.
El seu paper de Brandon Teena a Boys Don't Cry fou celebrada per molts crítics com la millor actuació femenina de 1999. La seva feina li va permetre guanyar el Globus d'Or a la millor actriu dramàtica i l'Oscar a la millor actriu. Posteriorment tornar a guanyar ambdós premis per interpretar una boxejadora a la pel·lícula de Clint Eastwood Million Dollar Baby.
Swank havia aconseguit l'èxit de Vivien Leigh, Helen Hayes, Sally Field, i Luise Rainer, les úniques actrius que han estat proposades per l'Oscar dues vegades i l'han guanyat les dues vegades. Després de guanyar el seu segon Oscar deia: "no sé què he fet en aquesta vida per merèixer això. Només sóc una noia d'un parc de caravanes que va tenir un somni". Swank va passar de guanyar 75 dòlars diaris pel seu treball a Boys Don't Cry, als 3.000 dòlars dels darrers treballs.
Swank protagonitza The Reaping, una pel·lícula de por, estrenada l'abril de 2007, en la qual interpreta un paper de desemmascaradora de fenòmens religiosos. Swank va convèncer els productors per gravar al Sud Profund, i la pel·lícula es va filmar a Baton Rouge (Louisiana), quan va colpejar l'Huracà Katrina.
Va estar casada amb l'actor Chad Lowe des del 1997 fins al 2006.

## Filmografia
- 1992: Buffy the Vampire Slayer
- 1994: El nou Karate Kid (The Next Karate Kid)
- 1997: Beverly Hills, 90210 (TV)
- 1999: Boys Don't Cry
- 2000: Premonició (The Gift)
- 2001: El misteri del collaret (The Affair of the Necklace)
- 2002: Insomnia
- 2003: The Core
- 2003: 11:14
- 2004: Million Dollar Baby
- 2006: La dàlia negra (Black Dahlia)
- 2007: Freedom Writers
- 2007: La sega (The Reaping)
- 2008: P.D. T'estimo (P.S. I Love You)
- 2008: Birds of America
- 2009: Amelia
- 2010: Conviction
- 2010: The Resident
- 2011: New Year's Eve
- 2013: Mary and Martha
- 2014: You're Not You
- 2014: The Homesman
- 2017: Logan Lucky

## Premis i nominacions

### Premis
- 2000: Oscar a la millor actriu per Boys Don't Cry
- 2000: Globus d'Or a la millor actriu dramàtica per Boys Don't Cry
- 2000: Premi d'interpretació femenina al Festival de Cinema d'Estocolm per Boys Don't Cry
- 2005: Oscar a la millor actriu per Million Dollar Baby
- 2005: Globus d'Or a la millor actriu dramàtica per Million Dollar Baby
- 2005: Premi Screen Actors Guild a la millor actriu secundària per Million Dollar Baby
- 2006: Premi Sant Jordi de Cinematografia a la millor actriu estrangera per Million Dollar Baby

### Nominacions
- 2001: BAFTA a la millor actriu per Boys Don't Cry
- 2005: Globus d'Or a la millor actriu de minisèrie o telefilm per Iron Jawed Angels